# Generación del 18

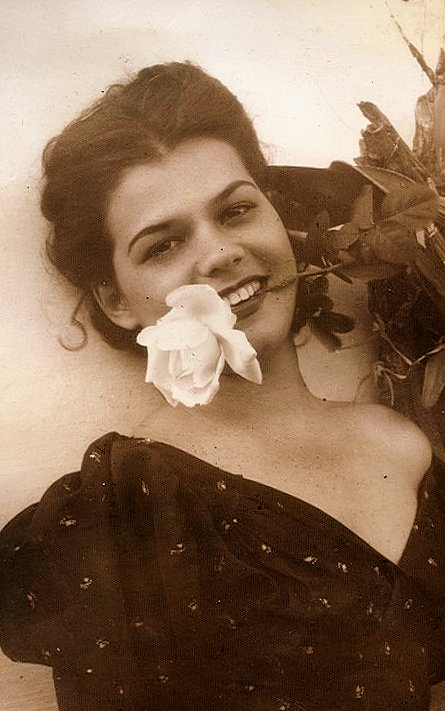
Ana Enriqueta Terán (Valera, 1918-2017) última poeta sobreviviente de la Generación del 18.

Generación del 18 es el nombre que se ha dado a una serie de poetas venezolanos del siglo XX por crear una poesía nueva y moderna, que se libera de los cánones del modernismo hispanoamericano. Es considerada también como una generación de transición entre los movimientos del modernismo y del vanguardismo en Venezuela.

## Definición
Los miembros de la Generación del 18 nacen a finales del siglo XIX y principios del siglo XX. Se les fecha como una generación porque en su juventud y como estudiantes universitarios algunos de ellos -Andrés Eloy Blanco, Humberto Tejera y Pío Tamayo- participaron en una revuelta en 1918 y 1919 en contra del gobierno del general Juan Vicente Gómez. Como consecuencia, algunos tuvieron que dejar Venezuela y exiliarse.
Se les agrupa como generación sobre todo porque rompieron con la retórica del modernismo en la poesía venezolana. Por el estilo de su obra se les ubica entre el modernismo y el vanguardismo. También se les considera como un tipo de ”prevanguardia”. Esta generación vuelve a tomar formas y temas del romanticismo para oponerse al modernismo. Algunos se declaran a sí mismos surrealistas, románticos, simbolistas, parnasianos y postmodernistas a la vez, como hace José Antonio Ramos Sucre. La Generación del 18 no es un movimiento poético en sí, no tiene ningún manifiesto y no es homogénea en su expresión poética.
La obra importante de este grupo se publica entre 1920 y 1930, e incluso más tarde, cuando la Generación del 28 en literatura venezolana ya se había formado. Los poetas de la Generación del 18 leen sus poemas en recitales y tertulias de ese entonces y los imprimen en periódicos y revistas. La Generación del 28 es completamente vanguardista a diferencia de la del 18, que deja ver cierta influencia vanguardista pero mezclada con otras influencias europeas. Sin embargo, las Generaciones del 18 y del 28 se entrelazan y editan sus obras de manera simultánea. También se publican a la misma vez en las revistas Válvula y Viernes. Fernando Paz Castillo, poeta del 18, no hace diferencia entre estas dos generaciones. Para él son una y la misma generación, si se piensa en el interés que algunos de estos poetas muestran por la política y el mundo cívico.
Un rasgo interesante de señalar es que este movimiento, se encuentra ligado a la renovación de la plástica nacional que impulsan los integrantes del Círculo de Bellas Artes, y en especial a la incorporación del Impresionismo que se produce a través de ellos; esto último se acentúa sobre todo a raíz de la presencia de pintores de esta tendencia como el ruso Nicolás Ferdinandov, que llega en 1916, el rumano Samys Mützner, que permanece en Caracas de 1916 a 1918 y el italo-venezolano Emilio Boggio, en 1919.

## Contexto histórico
La Generación del 18 vive en un mundo que se ve sacudido por dos grandes eventos históricos: La Primera Guerra Mundial  (1914-1918)  y la Revolución Rusa (1917). El mundo se ve afectado por una crisis económica internacional sumado a las luchas contra la injusticia social. Estos dos factores desencadenan un periodo internacional de cuestionamiento de las ideologías, políticas y sistemas económicos dominantes del momento.
En Venezuela el general Juan Vicente Gómez asume el 19 de diciembre de 1908 el poder y se autoproclama presidente iniciando la "dictadura petrolera". Con ayuda del ejército logra mantenerse en el poder y acabar con todo aquel que se oponga a su autocracia. A finales de 1918 y principios de 1919 estudiantes y el pueblo en general se levantan y organizan manifestaciones que fueron sofocadas, acabando la mayoría en prisión o el exilio.
También desde el punto de vista político y filosófico estos escritores son de transición. Su rechazo a la dictadura gomecista se traduce en una negativa de colaboración y en un marginamiento de la actividad pública, sin militar -por lo menos en la mayoría de ellos- activamente en la oposición. Del mismo modo, su rechazo al positivismo, sistema de pensamiento al cual estaban afiliados muchos intelectuales de renombre y comprometidos con el gomecismo, entre otros: Pedro Manuel Arcaya, José Gil Fortoul, Laureano Vallenilla Lanz y César Zumeta.

## Antecedentes en el mundo artístico venezolano
Como antecedente histórico a la aparición de la Generación del 18 se formó, en 1912, el Círculo de Bellas Artes en Venezuela, que exigía dejar el aula académica para salir a dibujar al aire libre; o bien, pintar modelos vivos, todo de acuerdo con las premisas del impresionismo y el postimpresionismo pictórico. Desde ese año poetas y pintores se reunían en tertulias para discutir sobre el futurismo y el cubismo, y a la vez, para hablar de Apollinaire y Tristan Tzara. Otra fuente de inspiración para esta generación fue la publicación del artículo "El futurismo de Marinetti" en la revista El Cojo Ilustrado, en 1909, meses después de la publicación de este manifiesto en París. Los poetas que participaban en estas tertulias junto con músicos y pintores, estaban abiertos a todas las tendencias y corrientes que venían de Europa, como lo demuestra su oposición a las formas de expresión del modernismo en favor de una gran cantidad de influencias europeas no necesariamente nuevas -como es el caso del romanticismo- sin por ello olvidarse de las raíces venezolanas en la temática de su obra.

## Características
Las características de esta generación de poetas se pueden generalizar de la siguiente manera:
- Tono sobrio, sin sentimentalismo.
- La descripción del paisaje se vuelve interior, espiritual, subjetiva y nacional.
- Poesía pura, sin uso de metáforas, más bien meditativa y visual.
- Verso libre, algunos poetas respetan las convenciones de metro y rima.
- Rechazo al modernismo. Influencias del romanticismo en Francia y del romanticismo en España, del simbolismo francés, de las generaciones del 27 y 98 españolas, Influencias de Antonio Machado, Jorge Guillen, Pedro Salinas y Federico García Lorca.
- Idealismo filosófico de tipo bergsoniano.
- Si el tema es amoroso nunca llega al erotismo.
- En algunos, religiosidad y falta de compromiso político.

## Poetas destacados
La Generación del 18, a grandes rasgos, es representada por los siguientes poetas en orden cronológico:
- Humberto Tejera (1890-1971).
- José Antonio Ramos Sucre (1890-1930).
- Fernando Paz Castillo (1893-1981).
- Enrique Planchart Loynaz (1894-1953).
- Luis Enrique Mármol (1897-1926).
- Andrés Eloy Blanco (1897-1955).
- Héctor Cuenca (1897-1961).
- Pío Tamayo (1898-1935).
- Luis Barrios Cruz (1898-1968).
- Rodolfo Moleiro (1898-1970).
- Jacinto Fombona Pachano (1901-1951).
- Lucila Palacios (1902-1994).
- Manuel Felipe Rugeles (1903-1959).
- Antonio Arráiz (1903-1962).
- Alberto Arvelo Torrealba (1905-1971).
- Miguel Otero Silva (1908-1985).
- Luis Castro (1909-1933).
- Pablo Rojas Guardia (1909-1978).
- Carlos Augusto León (1914-1997).
- Ana Enriqueta Terán (1918-2017).